# Keto (córka Pontosa)
Keto (gr. Κῆτώ Ketṓ, łac. Caeto, Ceto) – w mitologii greckiej bogini morska.

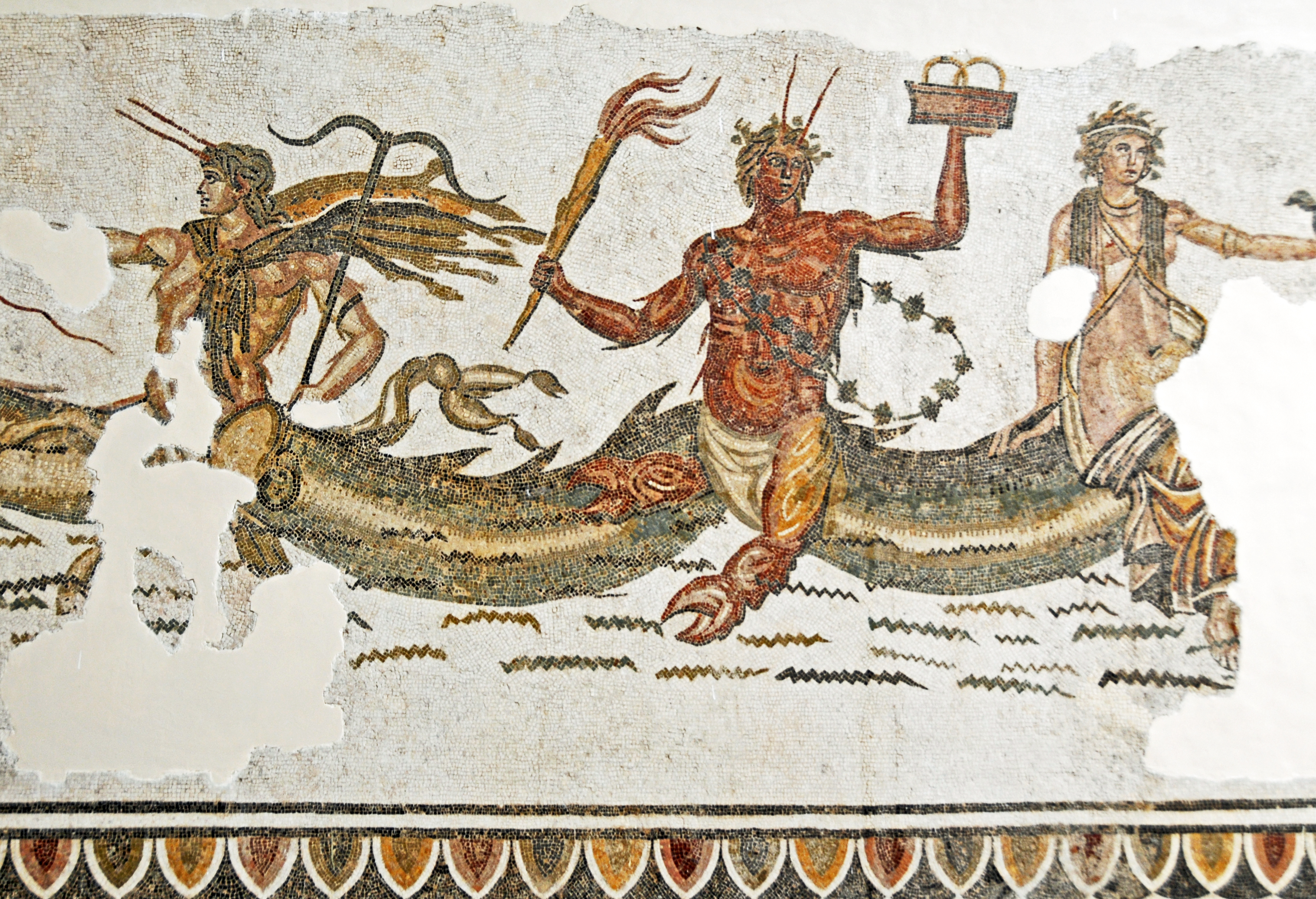
Keto

Uchodziła za córkę Pontosa i Gai oraz za siostrę Nereusa, Taumasa i Forkosa. Z Forkosem (swoim bratem i mężem) spłodziła smoka Ladona i Forkidy – graje (Dejno, Enyo, Pefredo), gorgony (Euriale, Steno, Meduza) oraz Skyllę, Echidnę i Toosę.
Imieniem bogini nazwano jedną z planetoid – (65489) Ceto.